# کانگوروی درختی بنت
کانگوروی درختی بنت (نام علمی: Dendrolagus bennettianus) کیسه‌داری از تیره درازپایان، سردهٔ کانگوروهای درختی است که در استرالیا یافت می‌شود. در سیاهه قرمز IUCN، این جانور در وضعیت در نزدیکی تهدید طبقه‌بندی شده است.